# Weiße Scheinkalla
Die Weiße Scheinkalla (Lysichiton camtschatcensis), auch Asiatischer Stinktierkohl, Asiatischer Riesenaronstab oder Kamtschatka-Schlangenwurz genannt, ist eine Pflanzenart aus der Gattung Scheinkalla (Lysichiton) in der Familie der Aronstabgewächse (Araceae).

## Merkmale
Die Weiße Scheinkalla ist eine ausdauernde, krautige Pflanze, die eine Wuchshöhe von 70 bis 100 Zentimeter erreicht. Das Rhizom ist kurz und dick. Die Blätter sind 30 bis 100 × 15 bis 30 Zentimeter groß, elliptisch und am Grund der Spreite keilförmig. Die Spatha ist weißlich und breit lanzettlich. Sie misst 20 bis 30 × 4 bis 10 Zentimeter und stirbt zur Fruchtzeit ab.
Die Blütezeit reicht von Mai bis Juni, zum Teil beginnt sie bereits im April.
Die Chromosomenzahl beträgt 2n = 28.

## Vorkommen
Das Areal der Art umfasst den Süden Kamtschatkas, Sachalin, die Kurilen und Nord-Japan bis 35° nördlicher Breite. Sie wächst in Sümpfen, Sumpfwäldern und Bachufern.

## Nutzung
Die Weiße Scheinkalla wird selten als Zierpflanze für Teichufer, Wasserläufe, Sumpfwiesen und als Solitärstaude genutzt. Sie ist mindestens seit 1886 in Kultur.

## Synonyme
Es existieren zahlreiche Synonyme: Dracontium camtschatcense L., Lysichiton album Makino, Lysichiton japonicus (A.Gray) Schott ex Miq., Lysichitum camtschatcense (L.) Schott.